# Antofagasta
Antofagasta er en havneby i det nordlige Chile. Byen har en befolkning på 318.800 (2002) og er hovedstad for regionen Antofagasta. Byen ligger i Atacamaørkenen og har derfor et meget tørt klima. Den årlige nedbørsmængde ligger på omkring 4 mm. Der er minedrift efter blandt andet kobber i de omkringliggende områder, og disse miner er meget vigtige for Antofagastas økonomi. Byen lå oprindeligt i Bolivia, men kom under chilensk kontrol i 1879 som en følge af Salpeterkrigen.
23°38′47″S 70°23′53″V / 23.6464°S 70.3981°V